# Scott Putesky
Scott Mitchell Putesky, mera känd som Daisy Berkowitz, född 28 april 1968 i Los Angeles, Kalifornien, död 22 oktober 2017, var en amerikansk musiker. Han var en av originalmedlemmarna i Marilyn Manson och spelade gitarr i bandet från 1989 till 1996.

## Biografi
Puteskys artistnamn bildades av den fiktiva karaktären Daisy Duke från TV-serien The Dukes of Hazzard och den amerikanske seriemördaren David Berkowitz, kallad "Son of Sam".
Efter att ha spelat i en rad band, däribland The Flying Eggbeaters och Ear Wacks, träffade han Brian Warner och spelade in olika låtar, bland annat embryot till "Cake and Sodomy", som återfinns på Portrait of an American Family (1994).
Under inspelningen av 1996 års Antichrist Superstar nådde Berkowitz och Mansons kreativa och musikaliska meningsskiljaktigheter sin höjdpunkt. Berkowitz blev häftigt kritiserad för att inte vara tillräckligt "chockerande" på scen. Han blev ifrågasatt och ansatt av Manson och hans instrument saboterades. En dag fick han en enkel flygbiljett till Fort Lauderdale; han reste hem i tysthet i början av maj månad 1996.
År 2013 diagnosticerades Putesky med tjocktarmscancer i fjärde stadiet. Han avled den 22 oktober 2017.

## Diskografi

### Marilyn Manson and the Spooky Kids
- The Raw Boned Psalms (kassett 1989)
- The Beaver Meat Cleaver Beat (kassett 1990)
- Big Black Bus (1990)
- Grist-o-Line (1990)
- Lunchbox (1991)
- After School Special (1991)
- Live As Hell (1992)

### Marilyn Manson
- The Family Jams (kassett 1992)
- Refrigerator (1993)
- The Manson Family Album (1993)
- Portrait of an American Family (1994)
- Smells Like Children (1995)
- Antichrist Superstar (1996)

Musikvideor
- "Get Your Gunn" (1994)
- "Lunchbox" (1994)
- "Dope Hat" (1995)
- "Sweet Dreams (Are Made of This)" (1996)

### Three Ton Gate
- Vanishing Century (1997)
- Rumspringa (2002)
- Lose Your Mind (2003)
- These Messages

### Jack Off Jill
- Covetous Creature (EP 1998)

### Övriga
- Gästspel på 2000 Years of Human Error (Godhead, 2001)
- Suntanic (Stuck on Evil, 2001)
- Gästspel på The Chrome Recordings (TCR, 2004)
- Lunch Boxes & Choklit Cows (The Spooky Kids, 2004)
- Judy Garland (Kill Miss Pretty, 2010)
- Deform School (The Spooky Kids)
- Millennium Effluvium (Daisy Berkowitz, 2014)
- Mr. Conrad Samsung (The Daisy Kids, EP 2015)